# Julia Willand
Julia Willand (* 4. Juni 1972 in Nürnberg) ist eine ehemalige südafrikanische Beachvolleyballspielerin deutscher Herkunft, die früher auch im Volleyball aktiv war.

## Karriere
Willand kam im Alter von sechs Jahren mit ihrer Familie nach Südafrika und besuchte die deutsche Schule in Johannesburg. Als 14-Jährige begann sie ihre Volleyballkarriere in der Schulmannschaft. Sie nahm 1989 mit einer Auswahl der Provinz Transvaal an einer nationalen Junioren-Meisterschaft teil und wurde in die südafrikanische Nationalmannschaft der Junioren berufen. In den 1990er Jahren setzte Willand ihre Ausbildung in Deutschland fort. Von 1991 bis 1996 spielte sie beim USC Freiburg und DJK Freiburg. Danach war sie in der Hauptstadt für VfK Berlin und den TSV Spandau 1860 aktiv. Im Jahr 2000 kehrte Willand nach Südafrika zurück. Dort spielte sie bei Western Province SAP. Der Verein gewann 2001 und 2002 die nationale Meisterschaft. Mit der A-Nationalmannschaft nahm Willand an der Afrikameisterschaft 2001 in Port Harcourt teil.
Während dieser Zeit hatte Willand nebenbei einige kleinere Beachvolleyball-Turniere bestritten. 2002 entschied sie sich für das Spiel im Sand und bildete ein Duo mit Leigh-Ann Naidoo, die sie von der Hallennationalmannschaft kannte. Im folgenden Jahr spielten Naidoo/Willand ihre ersten Open-Turniere und Grand Slams der FIVB World Tour. Bei den Bali Open erreichten sie als Neunte erstmals die Top Ten. Außerdem qualifizierten sie sich für die Weltmeisterschaft in Rio de Janeiro. Dort gewannen sie ihr Auftaktspiel gegen Claasen/Deister und erreichten punktgleich mit den Deutschen als Gruppendritter die erste Hauptrunde, in der sie sich dem US-Duo Reynolds/DeNecochea geschlagen geben mussten. 2004 war der 25. Platz bei den Rhodos Open ihr bestes Ergebnis auf der World Tour. Ihr größter Erfolg gelang ihnen mit der Qualifikation für die Olympischen Spiele in Athen. Sie nahmen als erstes afrikanisches Beachvolleyball-Duo an einem olympischen Turnier teil. Allerdings konnten sie in ihrer Gruppe keinen Satz gewinnen und schieden deshalb nach der Vorrunde aus.

## Berufliche Karriere
Willand studierte in Freiburg und Berlin Rechtswissenschaft. Nach ihrem Studium beschäftigte sie sich bei einem Beratungsunternehmen in Kapstadt mit dem Thema Immigration, bevor sie 2005 selbst ein entsprechendes Unternehmen gründete. Außerdem arbeitet sie für die südafrikanische Einwanderungsbehörde.